# Società Sportiva Monza 1912 2017-2018
Questa voce raccoglie le informazioni riguardanti la Società Sportiva Monza 1912 nelle competizioni ufficiali della stagione 2017-2018.

## Stagione
Nella stagione 2017-2018 il Monza disputa il girone A del campionato di Serie C. Raccoglie 58 punti con il quarto posto finale, il Livorno sale in Serie B. Il Monza disputa i Play-off, nel secondo turno delle fasi a gironi incontra il Piacenza, che vince (0-1) al Brianteo eliminando i brianzoli. Allenata da Marco Zaffaroni il Monza parte lento, al termine del girone di andata con 24 punti è a metà classifica. Poi nel girone di ritorno mette la giusta marcia, ottiene 34 punti nel girone di ritorno, ma si deve accontentare del quarto posto finale. Non si fa trovare pronto a metà maggio, quando perdendo con il Piacenza, esce dai Play-off. Miglior marcatore brianzola Luca Giudici che ha firmato 11 reti. Nella Coppa Italia di Serie C il Monza vince il girone A di qualificazione, superando Carrarese e Cuneo, poi esce nel primo turno ad eliminazione, superato (0-1) dall'Albinoleffe, dopo i tempi supplementari

## Divise e sponsor
Lo sponsor tecnico per la stagione 2017-2018 è Macron, gli sponsor ufficiali Pontenossa, Dell'Orto e Enerxenia; dal 23 dicembre anche Mobil Plastic. Sulle divise è presente uno scudetto tricolore in seguito alla vittoria del campionato di Serie D.
| Casa | Trasferta | Terza divisa |

## Organigramma societario

### Staff area amministrativa
- Presidente: Nicola Colombo
- Vice Presidente: Roberto Mazzo
- Consigliere di Amministrazione: Matteo Sala
- Direttore sportivo: Filippo Antonelli Agomeri
- Club Manager: Vincenzo Iacopino
- Segreteria generale: Davide Guglielmetti
- Responsabile Amministrativo: Antonella Calaciura
- Team Manager e addetto stampa: Marco Ravasi
- Ufficio stampa: Clelia Volpari
- Responsabile settore giovanile: Roberto Colacone
- Segreteria settore giovanile: Andrea Citterio
- Resp. infrastrutture sicurezza stadio e manutenzione campi: Paolo Facchetti
- Ufficio marketing: Francesca Carrera
- Attività di base: Angelo Colombo

### Staff area tecnica
- Allenatore: Marco Zaffaroni
- Allenatore in seconda: Paolo Castelli
- Preparatore atletico: Simon Barjie
- Medico Sociale: Dr. Paolo Santamaria
- Allenatore portieri: Paolo Castelli
- Recupero infortunati: Mauro Apone
- Responsabile Sanitario: Antonino Lipari
- Fisioterapista: Giorgio Incontri

## Rosa
| N. |                   | Ruolo | Calciatore        |
| -- | ----------------- | ----- | ----------------- |
| 1  | Italia (bandiera) | P     | Luca Liverani     |
| 2  | Italia (bandiera) | D     | Lorenzo Carissoni |
| 3  | Italia (bandiera) | D     | Maicol Origlio    |
| 4  | Italia (bandiera) | C     | Giorgio Galli     |
| 5  | Italia (bandiera) | D     | Ruggero Riva      |
| 6  | Italia (bandiera) | C     | Luca Palesi       |
| 7  | Italia (bandiera) | C     | Marco Gasparri    |
| 7  | Italia (bandiera) | C     | Luca Forte        |
| 8  | Italia (bandiera) | C     | Luca Guidetti     |
| 9  | Italia (bandiera) | A     | Sasha Cori        |
| 10 | Italia (bandiera) | A     | Andrea D'Errico   |
| 11 | Italia (bandiera) | A     | Loris Palazzo     |
| 13 | Italia (bandiera) | D     | Stefano Negro     |
| 14 | Italia (bandiera) | A     | Ettore Mendicino  |

| N. |                     | Ruolo | Calciatore         |
| -- | ------------------- | ----- | ------------------ |
| 15 | Italia (bandiera)   | D     | Giacomo Tomaselli  |
| 16 | Italia (bandiera)   | D     | Andrea Trainotti   |
| 17 | Italia (bandiera)   | A     | Pietro Cogliati    |
| 18 | Svizzera (bandiera) | A     | Andrea Padula      |
| 19 | Italia (bandiera)   | D     | Denis Caverzasi    |
| 20 | Italia (bandiera)   | A     | Giuseppe Ponsat    |
| 21 | Italia (bandiera)   | C     | Marco Perini       |
| 22 | Italia (bandiera)   | P     | Federico Del Frate |
| 23 | Italia (bandiera)   | C     | Andrea Romanò      |
| 24 | Italia (bandiera)   | D     | Alberto Tentardini |
| 25 | Italia (bandiera)   | D     | Lorenzo Adorni     |
| 27 | Italia (bandiera)   | C     | Luca Giudici       |
| 30 | Italia (bandiera)   | A     | Matteo Barzotti    |

## Calciomercato

### Sessione estiva(dall'1/7 al 31/8)
| Acquisti | Acquisti              | Acquisti      | Acquisti   |
| R.       | Nome                  | da            | Modalità   |
| -------- | --------------------- | ------------- | ---------- |
| P        | Luca Liverani         | Paganese      | definitivo |
| P        | Federico Del Frate    | Caronnese     | definitivo |
| D        | Lorenzo Carissoni     | Monopoli      | prestito   |
| D        | Alberto Tentardini    | Padova        | prestito   |
| D        | Stefano Negro         | Pro Vercelli  | definitivo |
| D        | Andrea Trainotti      | Bassano       | definitivo |
| C        | Pietro Maria Cogliati | Vibonese      | definitivo |
| C        | Luca Giudici          | Caronnese     | definitivo |
| C        | Giorgio Galli         | Caronnese     | definitivo |
| C        | Andrea Romanò         | Inter         | prestito   |
| A        | Giuseppe Ponsat       | Forlì         | definitivo |
| A        | Sasha Cori            | Santarcangelo | definitivo |
| A        | Giovanni Mauceri      | Borgosesia    | definitivo |

| Cessioni | Cessioni                | Cessioni     | Cessioni      |
| R.       | Nome                    | a            | Modalità      |
| -------- | ----------------------- | ------------ | ------------- |
| P        | Nicholas Battaiola      | Cremonese    | fine prestito |
| P        | Aaron Confortini        | Inveruno     | prestito      |
| P        | Lorenzo Brescello       | Busto 81     | prestito      |
| D        | Nicolò Guanziroli       | Pro Sesto    | svincolato    |
| D        | Marco Ruffini           | Rezzato      | svincolato    |
| D        | Marco Costa             | Caronnese    | svincolato    |
| D        | Mattia Chiarion         | Inter        | fine prestito |
| C        | Tommaso Cazzaniga       | Inveruno     | fine prestito |
| C        | Davide Ramponi          |              | svincolato    |
| C        | Luca Santonocito        | Bustese      | definitivo    |
| C        | Jacopo Calviello        | Olginatese   | definitivo    |
| C        | Roberto Roveda          | Caronnese    | svincolato    |
| A        | Carlo Emanuele Ferrario | Pergolettese | svincolato    |
| A        | Riccardo Stronati       | Bustese      | prestito      |

### Sessione di dicembre(dall'1/12 al 17/12)
| Acquisti | Acquisti | Acquisti | Acquisti |
| R.       | Nome     | da       | Modalità |
| -------- | -------- | -------- | -------- |

| Cessioni | Cessioni       | Cessioni | Cessioni |
| R.       | Nome           | a        | Modalità |
| -------- | -------------- | -------- | -------- |
| C        | Marco Gasparri | Chieri   |          |

### Sessione invernale(dal 04/01 all'1/02)
| Acquisti | Acquisti          | Acquisti   | Acquisti |
| R.       | Nome              | da         | Modalità |
| -------- | ----------------- | ---------- | -------- |
| A        | Andrea Padula     | Lugano     | prestito |
| A        | Giacomo Tomaselli | Borgosesia |          |
| A        | Ettore Mendicino  | Cosenza    | prestito |
| A        | Luca Forte        | Pescara    | prestito |

| Cessioni | Cessioni        | Cessioni | Cessioni |
| R.       | Nome            | a        | Modalità |
| -------- | --------------- | -------- | -------- |
| A        | Loris Palazzo   | Latina   |          |
| A        | Matteo Barzotti | Seregno  |          |

## Risultati

### Serie C

#### Girone di andata
| Arbitro: | Massimi (Termoli) |

|                             |           |  |
| Cori 46’ (rig.) Giudici 70’ | Marcatori |  |

| Arbitro: | G. Miele (Nola) |

|                       |           |  |
| F. Ferrari 46’ (rig.) | Marcatori |  |

| Monza 10 settembre 2017, ore 16:30 CEST 3ª giornata | Monza              | 0 – 0 referto | Pisa | Stadio Brianteo (1 843 spett.)\| Arbitro: \| Zanonato (Vicenza) \| |
| Arbitro:                                            | Zanonato (Vicenza) |               |      |                                                                    |

| Arbitro: | Vigile (Cosenza) |

|              |           |             |
| Arrigoni 28’ | Marcatori | 31’ Giudici |

| Arbitro: | Cascone (Nocera Inferiore) |

|                                                |           |  |
| Palazzo 40’ Origlio 45’ Giudici 61’ Ponsat 88’ | Marcatori |  |

| Arbitro: | Pashuku (Albano Laziale) |

|                 |           |  |
| Bonacquisti 87’ | Marcatori |  |

| Arbitro: | Viotti (Tivoli) |

|             |           |              |
| Giudici 29’ | Marcatori | 41’ Casasola |

| Arbitro: | Guarnieri (Empoli) |

|  |           |          |
|  | Marcatori | 82’ Cori |

| Arbitro: | Rutella (Enna) |

|                        |           |                                              |
| T. Ceccarelli 61’, 81’ | Marcatori | 27’ Ponsat 27’ (aut.) Alastra 49’ Tentardini |

| Arbitro: | De Santis (Lecce) |

|  |           |                               |
|  | Marcatori | 72’ Luciani 89’, 90+2’ Cutolo |

| Arbitro: | Valiante (Salerno) |

|  |           |                               |
|  | Marcatori | 42’, 92’ D'Errico 64’ Giudici |

| Arbitro: | Donda (Cormons) |

|                      |           |                       |
| Giudici 32’ Cori 35’ | Marcatori | 67’ Moscati 90’ Mosti |

| Arbitro: | Maranesi (Ciampino) |

|           |           |  |
| Barba 11’ | Marcatori |  |

| Arbitro: | Marchetti (Ostia Lido) |

|              |           |                 |
| Cogliati 11’ | Marcatori | 78’ Vantaggiato |

| Pontedera 19 novembre 2017, ore 16:30 CET 15ª giornata | Pontedera       | 0 – 0 referto | Monza | Stadio Ettore Mannucci (526 spett.)\| Arbitro: \| Guida (Salerno) \| |
| Arbitro:                                               | Guida (Salerno) |               |       |                                                                      |

| 26 novembre 2017 16ª giornata |  | – Turno di riposo Monza |  |  |

| Arbitro: | Feliciani (Teramo) |

|                                    |           |  |
| F. Perna 2’ Marotta 46’ Iovine 74’ | Marcatori |  |

| Arbitro: | Cascone (Nocera Inferiore) |

|          |           |  |
| Cori 46’ | Marcatori |  |

| Arbitro: | Cosso (Reggio Calabria) |

|                          |           |                     |
| Ogunseye 10’ Ragatzu 54’ | Marcatori | 72’ (rig.) D'Errico |

#### Girone di ritorno
| Arbitro: | Schirru (Nichelino) |

|  |           |              |
|  | Marcatori | 76’ D'Errico |

| Arbitro: | N. Marini (Trieste) |

|                                   |           |           |
| Cori 22’ Cogliati 28’ Giudici 38’ | Marcatori | 25’ Mulas |

| Arbitro: | De Remigis (Teramo) |

|                |           |  |
| Di Quinzio 18’ | Marcatori |  |

| Arbitro: | Santoro (Messina) |

|              |           |  |
| D'Errico 17’ | Marcatori |  |

| Arbitro: | Rutella (Enna) |

|             |           |  |
| Coralli 40’ | Marcatori |  |

| Arbitro: | Andreini (Forlì) |

|             |           |           |
| Giudici 64’ | Marcatori | 76’ Musto |

| Alessandria 18 febbraio 2018, ore 18:30 CET 26ª giornata | Alessandria      | 0 – 0 | Monza | Stadio Giuseppe Moccagatta (2 378 spett.)\| Arbitro: \| D'Apice (Arezzo) \| |
| Arbitro:                                                 | D'Apice (Arezzo) |       |       |                                                                             |

| Monza 25 febbraio 2018, ore 14:30 CET 27ª giornata | Monza            | 0 – 0 | Viterbese Castrense | Stadio Brianteo\| Arbitro: \| Paterna (Teramo) \| |
| Arbitro:                                           | Paterna (Teramo) |       |                     |                                                   |

| Arbitro: | Clerico (Torino) |

|                                 |           |           |
| D'Errico 61’ (rig.), 68’ (rig.) | Marcatori | 56’ Colli |

| Arbitro: | Carella (Bari) |

|  |           |               |
|  | Marcatori | 19’ Mendicino |

| Arbitro: | Prontera (Bologna) |

|                      |           |  |
| Cori 10’ Giudici 48’ | Marcatori |  |

| Arbitro: | Marcenaro (Genova) |

|               |           |  |
| Gemignani 69’ | Marcatori |  |

| Arbitro: | Gariglio (Pinerolo) |

|                           |           |  |
| Giudici 19’ Caverzasi 66’ | Marcatori |  |

| Arbitro: | Santoro (Messina) |

|  |           |                         |
|  | Marcatori | 6’ Giudici 67’ D'Errico |

| Arbitro: | Ayroldi (Molfetta) |

|  |           |            |
|  | Marcatori | 79’ Grassi |

| 14 aprile 2018 35ª giornata |  | – Turno di riposo Monza |  |  |

| Arbitro: | Guarnieri (Empoli) |

|                 |           |                  |
| Cori 93’ (rig.) | Marcatori | 68’ (rig.) Bruno |

| Arbitro: | Tursi (San Giovanni Valdarno) |

|  |           |          |
|  | Marcatori | 77’ Cori |

| Arbitro: | Bitonti (Bologna) |

|                                         |           |  |
| Guidetti 20’ D'Errico 48’ Trainotti 78’ | Marcatori |  |

#### Play off
| Arbitro: | D'Apice (Arezzo) |

|  |           |            |
|  | Marcatori | 3’ Pesenti |

### Coppa Italia Serie C
| Monza 6 agosto 2017, ore 18:30 CEST 1ª giornata | Monza             | 0 – 0 | Carrarese | Stadio Brianteo\| Arbitro: \| Bitonti (Bologna) \| |
| Arbitro:                                        | Bitonti (Bologna) |       |           |                                                    |

| Arbitro: | Ricci (Firenze) |

|                |           |                                    |
| L. Zamparo 29’ | Marcatori | 15’ (rig.) Cori 81’ (rig.) Palazzo |

| Arbitro: | Garofalo (Torre del Greco) |

|           |           |  |
| Gusu 105’ | Marcatori |  |